# 露比餐廳槍擊案
露比餐廳槍擊案（英文：Luby's massacre）是於1991年10月16日，發生在美國得克薩斯州基林的一宗大規模槍擊罪件。George Hennard（1956年10月15日出生）以他的卡車（皮卡）衝進露比餐廳，射擊其中50人（殺死23人），然後藏在一間浴室內，最終開槍自殺。此為美國歷史上最致命的槍擊事件，直到2007年維吉尼亞理工大學校園槍擊案發生為止。

## 另見
- 美国的大规模枪击事件